# Andrej Sergeevič Semënov
Andrej Sergeevič Semënov (in russo Андрей Сергеевич Семёнов?; Mosca, 24 marzo 1989) è un ex calciatore russo, di ruolo difensore.

## Carriera

### Club
Ha giocato nella massima serie russa con Amkar Perm' e Terek Groznyj, dal 2017 noto come Achmat.

### Nazionale
Il 31 maggio 2014 ha esordito con la nazionale russa nell'amichevole Norvegia-Russia (1-1), venendo poi convocato per i Mondiali 2014, dove tuttavia non disputa nessuna partita.
Il 4 giugno 2018, nonostante non giocasse da un anno e 3 mesi con la nazionale, viene convocato per i Mondiali giocati in casa, ma anche questa volta non riesce a esordire nel Mondiale.

## Statistiche

### Cronologia presenze e reti in nazionale
| Cronologia completa delle presenze e delle reti in nazionale ― Russia | Cronologia completa delle presenze e delle reti in nazionale ― Russia | Cronologia completa delle presenze e delle reti in nazionale ― Russia | Cronologia completa delle presenze e delle reti in nazionale ― Russia | Cronologia completa delle presenze e delle reti in nazionale ― Russia | Cronologia completa delle presenze e delle reti in nazionale ― Russia | Cronologia completa delle presenze e delle reti in nazionale ― Russia | Cronologia completa delle presenze e delle reti in nazionale ― Russia |
| Data                                                                  | Città                                                                 | In casa                                                               | Risultato                                                             | Ospiti                                                                | Competizione                                                          | Reti                                                                  | Note                                                                  |
| --------------------------------------------------------------------- | --------------------------------------------------------------------- | --------------------------------------------------------------------- | --------------------------------------------------------------------- | --------------------------------------------------------------------- | --------------------------------------------------------------------- | --------------------------------------------------------------------- | --------------------------------------------------------------------- |
| 31-5-2014                                                             | Oslo                                                                  | Norvegia                                                              | 1 – 1                                                                 | Russia                                                                | Amichevole                                                            | -                                                                     | 74’                                                                   |
| 18-11-2014                                                            | Budapest                                                              | Ungheria                                                              | 1 – 2                                                                 | Russia                                                                | Amichevole                                                            | -                                                                     | 71’ 85’                                                               |
| 17-11-2015                                                            | Rostov sul Don                                                        | Russia                                                                | 1 – 3                                                                 | Croazia                                                               | Amichevole                                                            | -                                                                     |                                                                       |
| 6-9-2016                                                              | Mosca                                                                 | Russia                                                                | 1 – 0                                                                 | Ghana                                                                 | Amichevole                                                            | -                                                                     |                                                                       |
| 15-11-2016                                                            | Groznyj                                                               | Russia                                                                | 1 – 0                                                                 | Romania                                                               | Amichevole                                                            | -                                                                     |                                                                       |
| 24-3-2017                                                             | Krasnodar                                                             | Russia                                                                | 0 – 2                                                                 | Costa d'Avorio                                                        | Amichevole                                                            | -                                                                     |                                                                       |
| 10-9-2018                                                             | Rostov sul Don                                                        | Russia                                                                | 5 – 1                                                                 | Rep. Ceca                                                             | Amichevole                                                            | -                                                                     |                                                                       |
| 15-11-2018                                                            | Lipsia                                                                | Germania                                                              | 3 – 0                                                                 | Russia                                                                | Amichevole                                                            | -                                                                     | 78’                                                                   |
| 24-3-2019                                                             | Astana                                                                | Kazakistan                                                            | 0 – 4                                                                 | Russia                                                                | Qual. Euro 2020                                                       | -                                                                     |                                                                       |
| 8-6-2019                                                              | Saransk                                                               | Russia                                                                | 9 – 0                                                                 | San Marino                                                            | Qual. Euro 2020                                                       | -                                                                     |                                                                       |
| 11-6-2019                                                             | Nižnij Novgorod                                                       | Russia                                                                | 1 – 0                                                                 | Cipro                                                                 | Qual. Euro 2020                                                       | -                                                                     |                                                                       |
| 6-9-2019                                                              | Glasgow                                                               | Scozia                                                                | 1 – 2                                                                 | Russia                                                                | Qual. Euro 2020                                                       | -                                                                     |                                                                       |
| 9-9-2019                                                              | Kaliningrad                                                           | Russia                                                                | 1 – 0                                                                 | Kazakistan                                                            | Qual. Euro 2020                                                       | -                                                                     |                                                                       |
| 10-10-2019                                                            | Mosca                                                                 | Russia                                                                | 4 – 0                                                                 | Scozia                                                                | Qual. Euro 2020                                                       | -                                                                     |                                                                       |
| 13-10-2019                                                            | Nicosia                                                               | Cipro                                                                 | 0 – 5                                                                 | Russia                                                                | Qual. Euro 2020                                                       | -                                                                     |                                                                       |
| 16-11-2019                                                            | San Pietroburgo                                                       | Russia                                                                | 1 – 4                                                                 | Belgio                                                                | Qual. Euro 2020                                                       | -                                                                     |                                                                       |
| 3-9-2020                                                              | Mosca                                                                 | Russia                                                                | 3 – 1                                                                 | Serbia                                                                | UEFA Nations League 2020-2021 - 1º turno                              | -                                                                     | 77’                                                                   |
| 6-9-2020                                                              | Budapest                                                              | Ungheria                                                              | 2 – 3                                                                 | Russia                                                                | UEFA Nations League 2020-2021 - 1º turno                              | -                                                                     |                                                                       |
| 11-10-2020                                                            | Mosca                                                                 | Russia                                                                | 1 – 1                                                                 | Turchia                                                               | UEFA Nations League 2020-2021 - 1º turno                              | -                                                                     | 40’                                                                   |
| 14-10-2020                                                            | Mosca                                                                 | Russia                                                                | 0 – 0                                                                 | Ungheria                                                              | UEFA Nations League 2020-2021 - 1º turno                              | -                                                                     |                                                                       |
| 15-11-2020                                                            | Istanbul                                                              | Turchia                                                               | 3 – 2                                                                 | Russia                                                                | UEFA Nations League 2020-2021 - 1º turno                              | -                                                                     | 24’                                                                   |
| 24-3-2021                                                             | Ta' Qali                                                              | Malta                                                                 | 1 – 3                                                                 | Russia                                                                | Qual. Mondiali 2022                                                   | -                                                                     |                                                                       |
| 27-3-2021                                                             | Soči                                                                  | Russia                                                                | 2 – 1                                                                 | Slovenia                                                              | Qual. Mondiali 2022                                                   | -                                                                     |                                                                       |
| 30-3-2021                                                             | Trnava                                                                | Slovacchia                                                            | 2 – 1                                                                 | Russia                                                                | Qual. Mondiali 2022                                                   | -                                                                     |                                                                       |
| 1-6-2021                                                              | Breslavia                                                             | Polonia                                                               | 1 – 1                                                                 | Russia                                                                | Amichevole                                                            | -                                                                     | 26’ 46’                                                               |
| 5-6-2021                                                              | Mosca                                                                 | Russia                                                                | 1 – 0                                                                 | Bulgaria                                                              | Amichevole                                                            | -                                                                     |                                                                       |
| 12-6-2021                                                             | San Pietroburgo                                                       | Belgio                                                                | 3 – 0                                                                 | Russia                                                                | Euro 2020 - 1º turno                                                  | -                                                                     |                                                                       |
| Totale                                                                |                                                                       | Presenze                                                              | 27                                                                    |                                                                       | Reti                                                                  | 0                                                                     |                                                                       |